# Dorstadt
Dorstadt là một đô thị ở huyện Wolfenbüttel, trong bang Niedersachsen, nước Đức. Đô thị Dorstadt có diện tích 10,36 km².